# Mede
Pour les articles homonymes, voir Mède (homonymie).
Mede est une commune italienne de la province de Pavie, dans la région Lombardie.

## Administration
| Période                                  | Période | Identité | Étiquette | Qualité |
| ---------------------------------------- | ------- | -------- | --------- | ------- |
|                                          |         |          |           |         |
| Les données manquantes sont à compléter. |         |          |           |         |

### Communes limitrophes
Frascarolo, Gambarana, Lomello, Pieve del Cairo, Sartirana Lomellina, Semiana, Torre Beretti e Castellaro, Villa Biscossi

## Personnalités liées à Mede
- Giuseppe Amisani (né à Mede en 1881 et mort en 1941 à Portofino), peintre
- Felice Bialetti (né en 1869 à Mede et mort en 1906 à Mede), sculpteur
- Regina Cassolo connue aussi sous le nom de Regina (1894-1974), sculptrice née à Mede ; le musée Regina Cassolo de Mede, situé au Castello Sangiuliani, abrite les œuvres de Regina données par son mari à la ville de Mede[2].